# Prüfkammer
Als Prüfkammer wird ganz allgemein jede Einrichtung bezeichnet, die zur Einstellung von bestimmten, meist in Normen definierten, physikalischen und/oder chemischen Bedingungen verwendet wird. In diesen Kammern werden die zu untersuchenden Proben gelagert und entweder danach oder auch während der Lagerung auf die jeweiligen Parameter hin untersucht. Eine typische Anwendung sind sogenannte Klimakammern, die zur Einstellung einer definierten Temperatur und Luftfeuchtigkeit verwendet werden. Eine weitere häufige Anwendung ist die Überprüfung von Materialien bezüglich möglicher Emissionen und Auswirkungen auf die Innenraumluft.

## Beispiele
Die Europäische Norm EN 717-1 „Formaldehydabgabe nach der Prüfkammer-Methode“ definiert die Bedingungen zur Messung der Formaldehydabgabe von Holzwerkstoffen in Prüfkammern unterschiedlicher Größe.
Die Überprüfung der Emission flüchtiger organischer Verbindungen aus Bauprodukten mit Kammern ist nach EN 13419-1 geregelt.

## Bau und Funktion

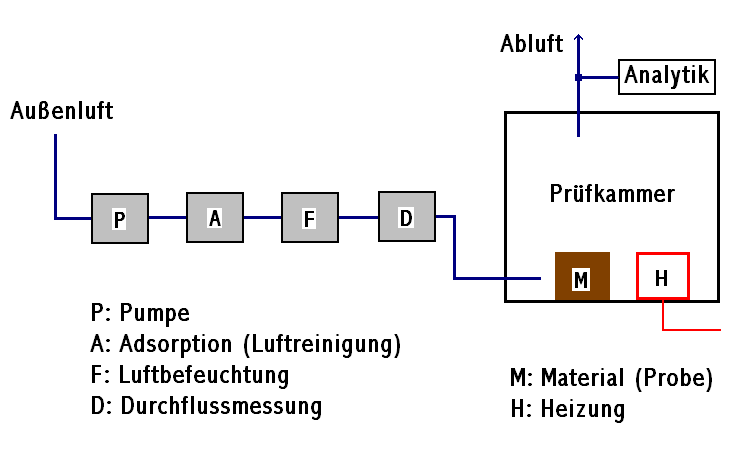
Schema einer Prüfkammer zur Ermittlung von Emissionen

Prüfkammern zur Ermittlung und Bewertung der Emissionen aus Materialien sind aus Edelstahl oder Glas gefertigt und haben eine bestimmte Größe, wobei sich ein Volumen von 1 m3 als praktisch erwiesen hat. Die Kammer hat eine definierte und einstellbare Luftwechselrate, wobei die Luft, die zuvor mit Adsorbentien wie Aktivkohle und Kieselgel gereinigt wird, von außen zugeführt wird. In der Kammer muss außerdem für eine optimale Durchmischung gesorgt werden. Die relative Luftfeuchte kann zwischen 0 und 100 % eingestellt werden. Ein Problem ist, dass die Innenwände die Emissionen adsorbieren können, was zu einer Verfälschung der Untersuchungsergebnisse führen würde. Dem wird mit speziellen Beschichtungen entgegengewirkt. Außerdem wird vor der eigentlichen Messung in einer Kalibrierung der Einfluss der Kammer auf die zu untersuchende Substanz festgestellt.